# Baldos
Baldos ist eine Gemeinde (Freguesia) im portugiesischen Kreis Moimenta da Beira. In ihr leben 151 Einwohner (Stand 19. April 2021).